# Praca (tygodnik)
Praca. Tygodnik dla wszystkich stanów poświęcony sprawom rolnictwa, handlu i przemysłu (potem podtytuł zmieniono na Tygodnik polityczny i literacki ilustrowany) – tygodnik ukazujący się w Poznaniu w latach 1896-1926.
Czasopismo założył bankier, pośrednik w handlu ziemią i działacz narodowy - Marcin Biedermann, a pierwszy numer ukazał się 25 września 1896. Przeznaczone było dla szerokiego kręgu odbiorców i nie posiadało wysokich aspiracji kulturalnych, natomiast położyło znaczące zasługi w walce z germanizacją oraz w popularyzacji kultury polskiej i historii kraju. Mając przystępny poziom i wyrazistą linię propolską zdobyło aż 14.000 prenumeratorów (1901). Mimo tego popadło w znaczące problemy finansowe za sprawą częstych konfiskat nakładów dokonywanych przez zaborcę. W 1907 tytuł został przejęty przez śląskiego potentata prasowego - Adama Napieralskiego, tracąc swój antyniemiecki charakter i stając się pismem neutralistycznym. Zakończył swoją działalność w 1926.